# Red Nacional de Ferrocarriles
La Red Nacional de Ferrocarriles fue una empresa ferroviaria española de carácter público.

## Historia
Con el estallido de la Guerra civil la red ferroviaria española quedó divida en dos: la controlada por el bando republicano y la controlada por el bando sublevado. Las autoridades republicanas resolvieron incautarse de las compañías ferroviarias privadas, pasando el Estado a controlar directamente la red ferroviaria.
Tras la situación revolucionaria que se vivió en la zona republicana durante los primeros meses de la guerra, en octubre de 1937 el gobierno republicano nacionalizó las compañías ferroviarias que hasta entonces habían continuado existiendo de iure en su zona. Se constituyó una nueva empresa, llamada «Red Nacional de Ferrocarriles», que pasó a ser propietaria de todas las líneas —de ancho ibérico y/o vía estrecha— que ya controlaba el Estado desde la promulgación del decreto de 3 de agosto de 1936. La dirección de esta recayó en el Consejo Nacional de Ferrocarriles, organismo de nueva creación adscrito directamente al Ministerio de Comunicaciones, Transportes y Obras Públicas.
En octubre de 1938 un decreto gubernamental incorporó los Ferrocarriles Metropolitanos de Madrid, el Gran Metropolitano de Barcelona y el Metropolitano Transversal de Barcelona a la Red Nacional de Ferrocarriles. Otro decreto en diciembre de año militarizaría la red ferroviaria, pasando a depender, en fecha tardía del desarrollo de la Guerra Civil, al Ministerio de Defensa Nacional.
La empresa dejó de existir al final de la contienda, en 1939, con la desaparición de la República.